# Смилец (Пазарджикская область)
Смилец (болг. Смилец) — село в Болгарии. Находится в Пазарджикской области, входит в общину Стрелча. Население составляет 344 человека.

## Политическая ситуация
В местном кметстве Смилец, в состав которого входит Смилец, должность кмета (старосты) исполняет Тодор Бойчев Шопов (независимый) по результатам выборов правления кметства.
Кмет (мэр) общины Стрелча — Илё Стоев Илёв (Гражданский союз за новую Болгарию (ГСНБ)) по результатам выборов в правление общины.